# 유비 (고곽경후)
유비(劉菲, ? ~ ?)는 전한의 제후로, 하간헌왕의 증손이다.

## 생애
아버지 유구장의 뒤를 이어 고곽후(高郭侯)에 봉해졌다.
시호를 경(頃)이라 하였고, 작위는 아들 유칭이 이었다.

## 출전
- 반고, 《한서》 권15상 왕자후표 上

| 선대 아버지 고곽효후 유구장 | 전한의 고곽후 ? ~ ? | 후대 아들 고곽공후 유칭 |